# Meleager
Meleager (gr. Μελέαγρος Meléagros, łac. Meleager) – w mitologii greckiej jeden z Argonautów i herosów.
Uchodził za syna Ojneusa i Altei. Z jego narodzinami wiązała się przepowiednia Mojr, że będzie żył dopóki nie spłonie pochodnia paląca się podczas jego narodzin. Matka ugasiła ją więc zaraz po urodzeniu i ukryła w bezpiecznym miejscu. Meleager poślubił Kleopatrę, córkę Idasa, z którą miał córkę Polydorę.
Brał udział w wyprawie Argonautów oraz urządził polowanie na dzika kalidońskiego. Meleager ostatecznie zabił dzika a skórę zwierzęcia ofiarował Atalancie. Podział trofeów spowodował spór między nim a braćmi Altei, którzy sprzeciwiali się obdarowywaniu Atalanty. Meleager w wyniku sprzeczki zabił braci matki. Rozżalona Altea spaliła ukrytą pochodnię powodując tym samym śmierć syna. Mojry mu wróżyły: Kloto (prządka) – dzielność, Lachesis (znacznica) – niezwykłą siłę, Atropos (koniec) – odporność ciała na wszelkie rany oraz powiedziała, że żyć będzie póki nie spali się głownia, która właśnie w kominku płonie.